# DVMRP
Протокол дистанційно-векторної багатоадресної маршрутизації (англ. Distance Vector Multicast Routing Protocol, DVMRP) — протокол маршрутизації групових дейтаграм для IP мереж. Протокол призначений для використання всередині автономних систем, тобто є протоколом внутрішньодоменной маршрутизації.
Опис протоколу DVMRP знаходиться в RFC 1075.

## Основні положення
Протокол DVMRP реалізує метод RPF (Reverse Path Forwarding) з усіканням (Prune) [1]. Коли маршрутизатор отримує пакет, він пересилає його на всі інтерфейси, крім вихідного. Якщо в зоні відповідальності маршрутизатора немає членів мультікаст-групи, тоді маршрутизатор посилає назад повідомлення про виключення, відсікаючи непотрібні (що не мають членів) гілки дерева розсилки.

## Структура дейтаграм протоколу
DVMRP використовує повідомлення протоколу IGMP для обміну інформацією з іншими маршрутизаторами — поле протоколу в пакеті IP заповнюється значенням 2 [2].
Структура дейтаграм протоколу [2]:
| +  | 0 — 3                   | 0 — 3                   | 0 — 3                   | 0 — 3                   | 4 — 7                   | 4 — 7                   | 4 — 7                   | 4 — 7                   | 8 — 15                  | 8 — 15                  | 8 — 15                  | 8 — 15                  | 8 — 15                  | 8 — 15                  | 8 — 15                  | 8 — 15                  | 16 — 23                 | 16 — 23                 | 16 — 23                 | 16 — 23                 | 16 — 23                 | 16 — 23                 | 16 — 23                 | 16 — 23                 | 24 — 31                 | 24 — 31                 | 24 — 31                 | 24 — 31                 | 24 — 31                 | 24 — 31                 | 24 — 31                 | 24 — 31                 |
| -- | ----------------------- | ----------------------- | ----------------------- | ----------------------- | ----------------------- | ----------------------- | ----------------------- | ----------------------- | ----------------------- | ----------------------- | ----------------------- | ----------------------- | ----------------------- | ----------------------- | ----------------------- | ----------------------- | ----------------------- | ----------------------- | ----------------------- | ----------------------- | ----------------------- | ----------------------- | ----------------------- | ----------------------- | ----------------------- | ----------------------- | ----------------------- | ----------------------- | ----------------------- | ----------------------- | ----------------------- | ----------------------- |
| 0  | Версія                  | Версія                  | Версія                  | Версія                  | Тип                     | Тип                     | Тип                     | Тип                     | Код                     | Код                     | Код                     | Код                     | Код                     | Код                     | Код                     | Код                     | Контрольна сума         | Контрольна сума         | Контрольна сума         | Контрольна сума         | Контрольна сума         | Контрольна сума         | Контрольна сума         | Контрольна сума         | Контрольна сума         | Контрольна сума         | Контрольна сума         | Контрольна сума         | Контрольна сума         | Контрольна сума         | Контрольна сума         | Контрольна сума         |
| 32 | Тіло DVMRP повідомлення | Тіло DVMRP повідомлення | Тіло DVMRP повідомлення | Тіло DVMRP повідомлення | Тіло DVMRP повідомлення | Тіло DVMRP повідомлення | Тіло DVMRP повідомлення | Тіло DVMRP повідомлення | Тіло DVMRP повідомлення | Тіло DVMRP повідомлення | Тіло DVMRP повідомлення | Тіло DVMRP повідомлення | Тіло DVMRP повідомлення | Тіло DVMRP повідомлення | Тіло DVMRP повідомлення | Тіло DVMRP повідомлення | Тіло DVMRP повідомлення | Тіло DVMRP повідомлення | Тіло DVMRP повідомлення | Тіло DVMRP повідомлення | Тіло DVMRP повідомлення | Тіло DVMRP повідомлення | Тіло DVMRP повідомлення | Тіло DVMRP повідомлення | Тіло DVMRP повідомлення | Тіло DVMRP повідомлення | Тіло DVMRP повідомлення | Тіло DVMRP повідомлення | Тіло DVMRP повідомлення | Тіло DVMRP повідомлення | Тіло DVMRP повідомлення | Тіло DVMRP повідомлення |

- Версія — поточне значення 1;
- Тип — має бути 3;
- Код — визначає призначення DVMRP пакета[1]:
  - Response — повідомлення забезпечує маршрутизацію для декількох груп;
  - Request — повідомлення запрошує маршрутизацію для декількох груп;
  - Non-membership report — повідомлення забезпечує доповідь про неучасть у групах;
  - Non-membership cancellation — повідомлення скасовує доповідь про неучасть у групах;
- Контрольна сума — розраховується при передачі пакету і перевіряється при отриманні; при розрахунку контрольної суми, поле контрольної суми приймається за нуль;
- Тіло повідомлення — набір команд, що вирівнюються по межі 16 біт:
  - код команди (8 біт);
  - дані (мінімум 8 біт).

| Команда | Команда                       | Дані        | Дані                                       | Дані |
| код     | значення                      | біт         | назва                                      | значення |
| ------- | ----------------------------- | ----------- | ------------------------------------------ | --- |
| 0       | Пуста                         | 8           | —                                          | ігноруються |
| 2       | Тип адреси                    | 8           | family                                     | 2 — IPv4 |
| 3       | Маска підмережі               | 8(+32)      | count, mask                                | count = 0 — ні поля mask, для наступних маршрутів використовується маска мережі призначення; 1 — є поле mask довжина якого залежить від типу адреси |
| 4       | Метрика                       | 8           | value                                      | Метрика наступних пунктів призначення, щодо маршрутизатора, що посилає команду                                                                      |
| 5       | Флаги                         | 8           | value                                      | біт 7 — пункт призначення недоступний; біт 6 — приховуваний маршрут розщеплення обрію                                                               |
| 6       | Нескінченність                | 8           | value                                      | Значення метрики, що вважається нескінченністю |
| 7       | Адрес назначения              | 8+32×N      | count, address1, …, addressN               | Кількість адрес, масив адрес призначення; довжина адреси залежить від його типу                                                                     |
| 8       | Запитувані адреси призначення | 8+32×N      | count, address1, …, addressN               | Кількість адрес, масив адрес призначення, для яких запитуються маршрути; при count = 0 – запитуються всі адреси                                     |
| 9       | Неучасть в групі              | 8+(32+32)×N | count, address1, time1, …, addressN, timeN | Кількість елементів, масив з пар: групова адреса, час дії; забороняє посилку дейтаграм за вказаними адресами на вказаний час                        |
| 10      | Скасування неучасті в групі   | 8+32×N      | count, address1, …, addressN               | Кількість адрес, масив групових адрес, для яких скасовується заборона посилки дейтаграм                                                             |